# Daloa
Daloa es una ciudad situada en Costa de Marfil, en África del oeste, al oeste de la capital Yamoussoukro, que se ubica en lo que se tiene costumbre de llamar la Riza del cacao, debido a la principal producción agrícola local. Actualmente cuenta con 136.009 habitantes.

## Geografía

### Situación
La ciudad, ubicada a 90°32 de latitud norte y 6°29 de longitud oeste, formado parte de la Región del Altura-Sassandra.

### Clima y vegetación
El clima de la Costa de Marfil comporta dos zonas climáticas diferentes. El sur es muy húmedo y conoce cuatro estaciones:
- De abril a la mitad de julio: estación muy lluviosa.
- De mediados de julio a septiembre: estación seca.
- De septiembre a noviembre: estación ligeramente lluviosa.
- De diciembre a marzo: estación seca.

Las temperaturas varían de 21 a 35°.